# محمد نعمان جلال
محمد نعمان جلال، (وُلد بمحافظة أسيوط سنة 1943) هو سفير ومؤلف مصري. كان سفيرًا لمصر في الصين (1998 ـ 2001) وباكستان (1995 ـ 1998) ومندوبًا دائمًا لمصر بجامعة الدول العربية (1992 ـ 1995). له مؤلفات في السياسة والدبلوماسية.

## من مؤلفاته
- السياسة والثقافة في الصين (مركز الأهرام للدراسات السياسية والاستراتيجية، 1974)
- عدم الانحياز في عالم متغير (الهيئة المصرية العامة للكتاب، 1987)
- الصراع بين الصين واليابان (مكتبة مد بولي، 1988)
- مصر وحقوق الإنسان (الهيئة المصرية العامة للكتاب، 1993)
- حقوق الإنسان بين النظرية والتطبيق (مركز الأهرام للدراسات السياسية والاستراتيجية، 1993)[1]

## وصلات خارجية
- مقالات محمد نعمان جلال بجريدة الوطن المصرية
- مقالات محمد نعمان جلال بجريدة الشروق المصرية